# Pirenoide
Pirenoides são micro-compartimentos subcelulares que podem ser encontrados em cloroplastos de muitas algas, e em membros dos Anthocerotophyta.
O pirenoide é uma massa fundamentalmente proteica, incolor, que se observa no estroma dos plastos de muitas algas dos mais variados grupos. Não se encontra nas formas superiores de algas, sendo encontrada predominantemente nas mais primitivas.
Deriva do carboxissoma das cianobactérias, sendo assim um reservatório da Ribulose-1,5-bifosfato-carboxilase-oxigenase RuBisCO, responsável pela fixação de dióxido de carbono durante a fotossíntese.